# Antoine Boutonnet
Antoine Boutonnet, né à Moyrazès, le 25 mars 1802, mort en Guadeloupe, le 12 novembre 1868, est un prélat français, évêque de Basse-Terre, en Guadeloupe, de 1862 à sa mort.

## Biographie

### Jeunesse et premiers ministères
Antoine Boutonnet est né à Moyrazès, le 25 mars 1802. Il est ordonné prêtre en 1824 et devient professeur de philosophie au grand séminaire de Clermont-Ferrand. En 1826, il part enseigner au séminaire de Rodez. En 1831, en raison du décès de son père, il est contraint de quitter le séminaire de Rodez et devient curé de la paroisse d'Arvieu, ce qui lui permet d'être plus proche de la maison familiale. En 1834, il est transféré à la cure de Rignac, puis à celle de Rodez. Il y reste 16 années et se distingue par ses initiatives, notamment lors de l'épidémie de choléra qui ravage la ville de Saint-Affrique en 1854. Il exerce sa fonction de curé de Saint-Affrique pendant 12 ans.

### Évêque de Basse-Terre
Alors qu'en Guadeloupe, le diocèse de Basse-Terre n'a plus personne à sa tête après le départ en 1860 de son évêque Théodore-Augustin Forcade, l'épiscopat est proposé à Boutonnet qui, dans un premier temps, hésite à l'accepter. Il est finalement nommé par décret impérial en date du 18 mars 1862. Dès sa première visite générale, il engages les fidèles à embellir eux-mêmes les églises en prenant l'exemple des premiers chrétiens. Il réaffirme aussi la discipline de l'Église en rappelant que la hiérarchie vient de Jésus-Christ lui-même. L'arrivée des engagés indiens en Guadeloupe lui donne l'occasion d'exalter la conversion de populations incapables de dire "à quelle religion ils appartiennent", cependant il ne mène pas de politique offensive en ce domaine, attendant qu'un fois acclimatés à leur nouvel environnement, les Indiens finissent par se convertir d'eux-mêmes. D'un point de vue politique, il s'oppose aux schœlchériens, dénonçant en 1866 les "séides" du rationalisme, qui "affublés de leurs bonnets rouges", portent "un regard d'infernale convoitise" sur les magnifiques palais romains. En 1865, quand la fièvre se répand dans la ville de Pointe-à-Pitre, il affirme que la prière est la plus infaillible des protections, à la place des pratiques magico-religieuses. Il décède après 8 années en Guadeloupe, laissant l'image d'un homme affable « de ses manières et au charme entraînant de ses instructions religieuses. » Il fut aussi l'initiateur de nombreuses œuvres animant le diocèse.

## Distinctions
- Chevalier de la Légion d'honneur (11 aout 1859)[4]

## Armes
Les armes d'Antoine Boutonnet se décrivent ainsi :
D'azur à la croix ancrée d'argent contournée de quatre étoiles.
Elles ont été peintes sur la porte du presbytère par Alfred Couverchel.